# Bredkantskinnbaggar
Bredkantskinnbaggar (Coreidae) är en familj i insektsordningen halvvingar. Familjen innehåller omkring 1 800 kända arter, uppdelade på ungefär 250 olika släkten. 

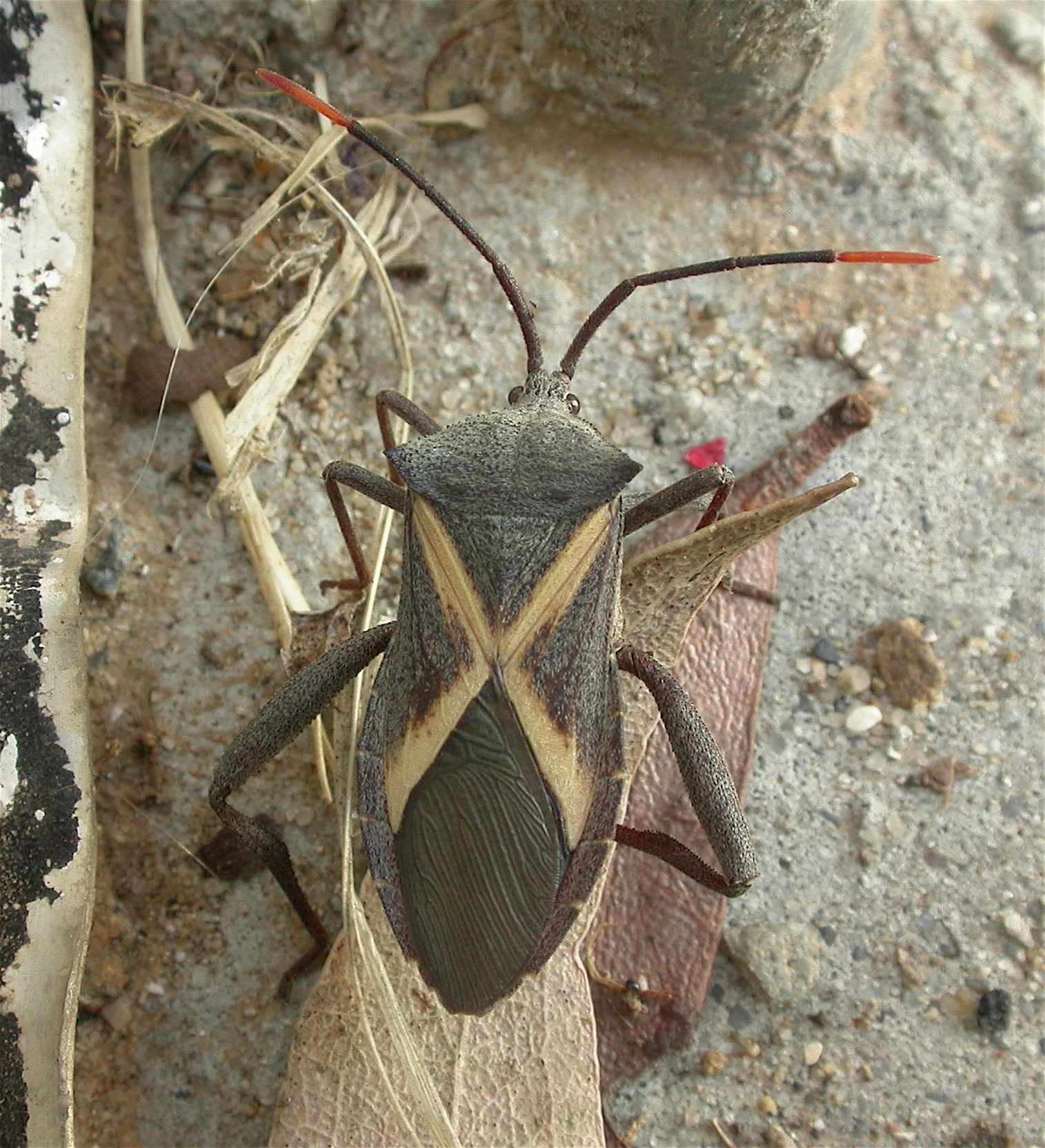
Mictis progana

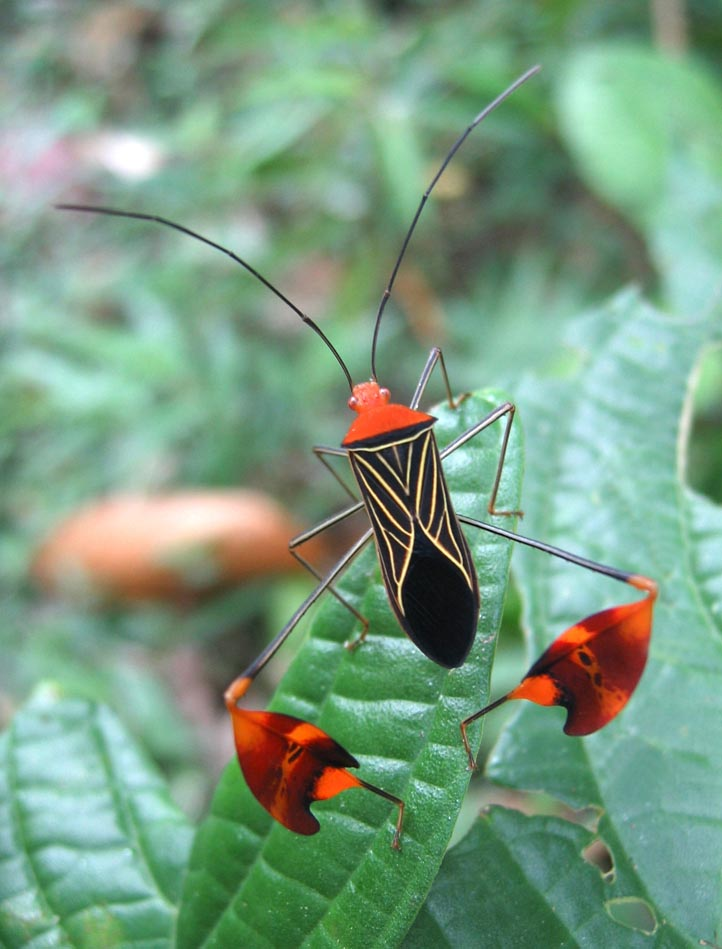
Bredkantskinnbaggen Anisoscelis alipes från Panama

Bredkantskinnbaggar finns över större delen av världen, men det största antalet arter finns i tropikerna. I Sverige finns 10 arter. Många arter har en genomsnittlig kroppslängd på runt 15 millimeter, men de största arterna kan bli upp till 40 millimeter. 
Kännetecknande för familjen är att många arter har en mer eller mindre bred, utstående kant längs kroppen. Många arter har också bladliknande flikar på benen. Vissa arter, särskilt i varmare delar av världen, är klart färgade. De flesta är dock mer diskret kamouflagefärgade i brunaktiga, gulgrå eller grågröna nyanser. 
Mundelarna är stickande och sugande och djuren livnär sig främst på växtsaft, vanligen från frön men också från frukter. Som andra halvvingar har bredkantskinnbaggarna ofullständig förvandling och genomgår utvecklingsstadierna ägg, nymf och imago.